# Buzz Cooper
Buzz Cooper var en tecknad serie (”Buz Sawyer” i original) skapad av Roy Crane i december 1943. Edwin Granberry skrev manus under 1940-talet vilket han fortsatte med fram till 1983. 

## Beskrivning
Buz Sawyer är en äventyrsserie om piloten John Singer ”Buz” Sawyer som under andra världskriget var stridsflygare för US Navy och bomplanspilot i Stilla Havet från 1943 fram till krigsslutet 1945. Under kriget hade den äventyrliga Buz många äventyr med sin stridskamrat Sweeney.
Serien fortsätter att följa Buz när han kommer hem till familjen i Willow Springs, där hans liv fortsätter att vara världsomspännande och äventyrligt. Som civilist efter kriget blev Buz problemlösare på oljebolaget Frontier Oil och reser till avlägsna platser. 
Buz gifte sig med Christy Jameson den 13 december 1948 och deras son Pepper föddes 1951. 
Det civila livet passade inte Buz Sawyer, så han sökte sig till marinen som jetpilot på 1950-talet, vilket ledde till många äventyr under kalla kriget. CSawyerflög också i Vietnam på 60-talet.
Efter Cranes bortgång 1977 fortsatte Edwin Granberry och Hank Schlensker med serien. 
John Celardo efterträdde Schlensker som tecknare 1982, och 1984 tog han över även som författare. Celardo arbetade sedan med serien fram till dess nedläggning 1989.
I söndagsserien hade Buz kamrat, och bombplansskytt i kriget, Rosco Sweeney huvudrollen. Sweeney försvann i stor sett från dagsstripparna efter andra världskriget, men blev istället den framträdande karaktären i söndagsserien, som utvecklades till en humorserie om det enkla livet på landsbygden och i förorten. 
Från och med i slutet av 1940-talet överlät Crane skrivande och ritande av söndagsserien till Clark Haas. Senare gjorde Al Wenzel söndagsserien, fram till den 19 maj 1974 när söndagsserien lades ner. 
På svenska gavs ”Buzz Cooper” ut 1963 som egen serietidning i stort format av Formatic Press i sammanlagt fyra nummer.
Buz Sawyer har också publicerats (som Buzz Cooper) i ett flertal utgåvor med andra namn, t.ex.:
- Mysteriemagasinet nr 1/1954 och följande
- Veckans serier i flera nr 1972
- Seriemagasinet 1973–1987
- Serie-Pocket nr 92 (1980) och 142 (1984)
- ’’Comics – den stora serieboken’’, Serien har publicerats som Buz Sawyer i nr 1 (1970) och som Rosco Sweeney i nr 7 (1974).
- ’’Comix Pocket’’ publicerade 1990 dagsstrippen under originalnamnet Buz Sawyer.
- ’’SeriePressen’’ publicerade 1993 två 16-sidiga bilagor med söndagsstrippen, under namnet Buz Sawyer – träffa Buz’s bästa kompis Rosco Sweeney i SeriePressen nr 7 och 10, 1993.